# Millican
Millican är en ort i Brazos County i delstaten Texas.  Enligt statistik från år 2000 hade orten 108 invånare. Den har enligt United States Census Bureau en area på totalt 10,4 km², allt är land.
När det amerikanska inbördeskriget bröt ut var Millican den största staden norr om Houston och Galveston. Den var slutstation för Houston and Texas Central Railroad och norr om staden utbildade
Sydstatsarmén omkring 5 000 man.

## Massaker
Mellan den 15 och 17 juli 1868 inträffade en av de värsta massakrerna på svarta i Texas då uppemot 300 invånare i Millican lynchades och dödades av en vit mobb. De svarta hade under längre tid attackerats av en grupp vita och bildat ett medborgargarde för att försvara sig. När ett falskt rykte om misshandel av en svart slav spreds befarade de vita att medborgargardet skulle hämnas på slavägaren. Detta ledde till konfrontationer och upplopp varvid flera hundra svarta dödades.